# Vesoljska sonda
Vesóljska sónda je umetno nebesno telo, robotsko vesoljsko plovilo, katerega glavni namen je preučevanje drugih nebesnih teles. Glede na način preučevanja jih razvrščamo v preletne (mimoletne), orbitalne in pristajalne. V tem trenutku je dejavnih približno 20 vesoljskih sond, od katerih je od Zemlje najbolj oddaljen Voyager 1. Trenutno potuje po pasu, ki razmejuje naše Osončje od medzvezdnega prostora.

## Seznam vesoljskih sond
- Cassini-Huygens,
  - Huygens
- COBE,
- Fobos,
- Galileo,
- Genesis
- Giotto,
- IRAS,
- Luna,
- Lunar Orbiter,
- Lunahod,
- Magellan,
- Mariner,
  - Mariner 1,
  - Mariner 2,
  - Mariner 3,
  - Mariner 4,
  - Mariner 5,
  - Mariner 6,
  - Mariner 7,
  - Mariner 8,
  - Mariner 9,
  - Mariner 10,
- Mars,
- Mars Express,
- Mars Global Surveyor,
- Mars Pathfinder,
- MER
- NEAR Shoemaker,
- Phoenix,
- Pioneer,
  - Pioneer 0,
  - Pioneer 1,
  - Pioneer 2,
  - Pioneer 3,
  - Pioneer 4,
  - Pioneer X,
  - Pioneer Y,
  - Pioneer Z,
  - Pioneer 5,
  - Pioneer 6, 7, 8 in 9,
  - Pioneer A,
  - Pioneer B,
  - Pioneer C,
  - Pioneer D,
  - Pioneer E,
  - Pioneer 10 (F),
  - Pioneer 11 (G),
  - Pioneer H,
- Ranger,
- Sputnik,
  - Sputnik 1,
  - Sputnik 2,
  - Sputnik 3,
  - Sputnik 4,
  - Sputnik 5,
  - Sputnik 6,
  - Sputnik 9,
  - Sputnik 10,
- Stardust,
- Surveyor,
- Ulysses,
- Vega,
  - Vega 1,
  - Vega 2,
- Venera,
- Viking,
  - Viking 1,
  - Viking 2,
- Voyager,
  - Voyager 1,
  - Voyager 2,
- WMAP.